# Zara
Зара је ланац продавница који је основао Шпанац Амансио Ортега, који је такође и власник марки као што су Масимо дути, Пуленбер, Страдиваријус и Бершка који сви заједно чине компанију Индитекс.
Седиште групе је у Коруњи, провинција Галиција у Шпанији, где је прва Зарина продавница отворена 1975. године. Данас, Индитекс је вероватно најбрже растућа малопродајна светска компанија. Ова компанија је са марком Зара, успео да се такмичи са квалитетним брендовима при разумним ценама. На пример, тврди се да је Зари потребно само две недеље да развије нови производ и достави га у продавнице, за разлику од просека гране који је девет месеци. Тако да се годишње дизајнира и до 10.000 нових одевних предмета.

## Производи
Зарине продавнице имају мушку и женску одећу, као и дечију (Zara Kids). Зарини производи се испоручују на основу потрошачких трендова. Њен веома снабдевен ланац снабдевања испоручује нове производе у продавнице два пута недељно. Након што су производи дизајнирани, потребно им је десет до петнаест дана да дођу до продавница. Сва одећа се обрађује преко дистрибутивног центра у Шпанији. Нове ставке се прегледавају, сортирају, означавају и убацују у камионе. У већини случајева, одећа се испоручује у року од 48 сати. Зара производи преко 450 милиона производа годишње.

## Продавнице
Зара има 2259 продавница у 96 држава.